# Polskie odbiorniki radiowe

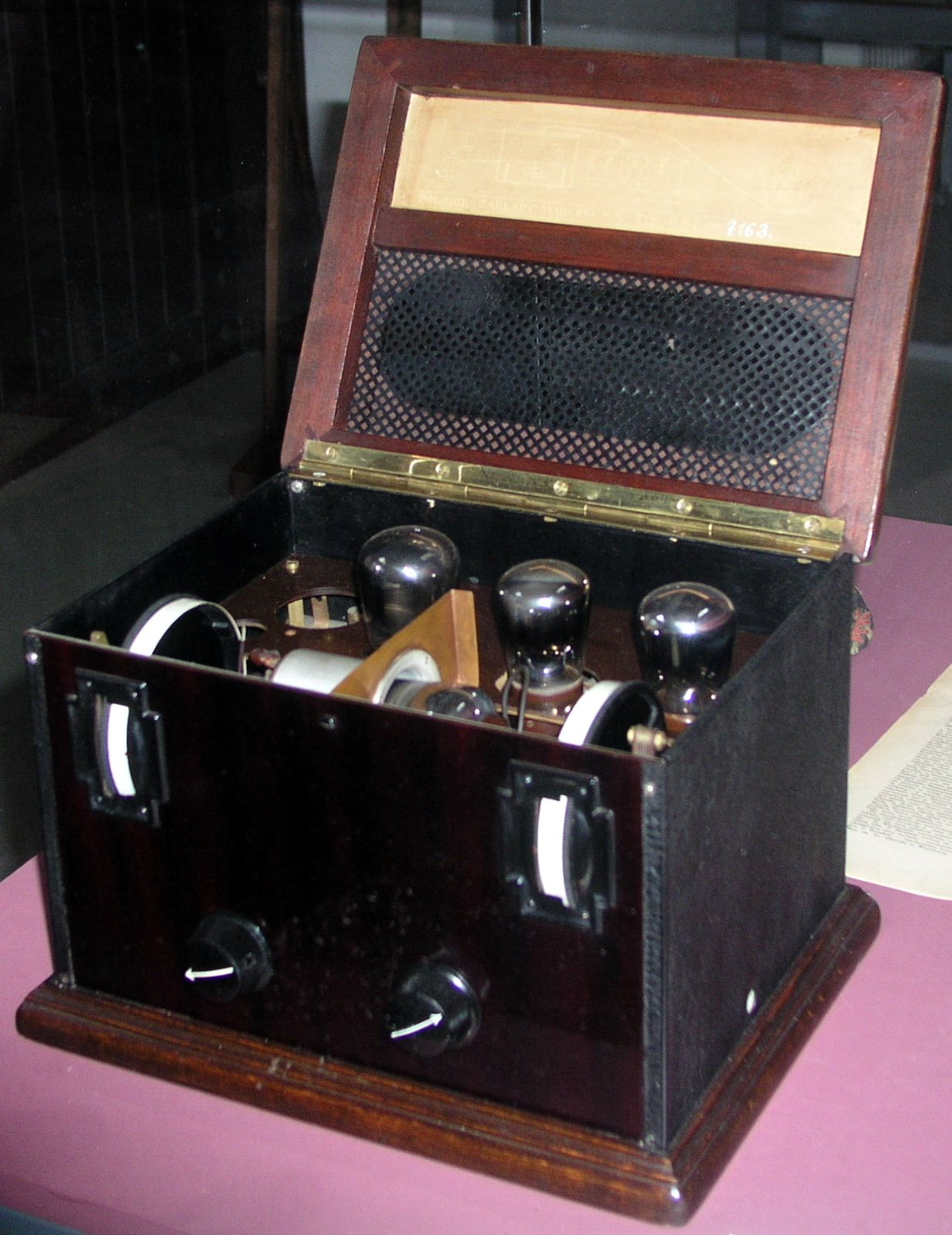
Polski odbiornik Marconi 4-LS/I z 1929 r.

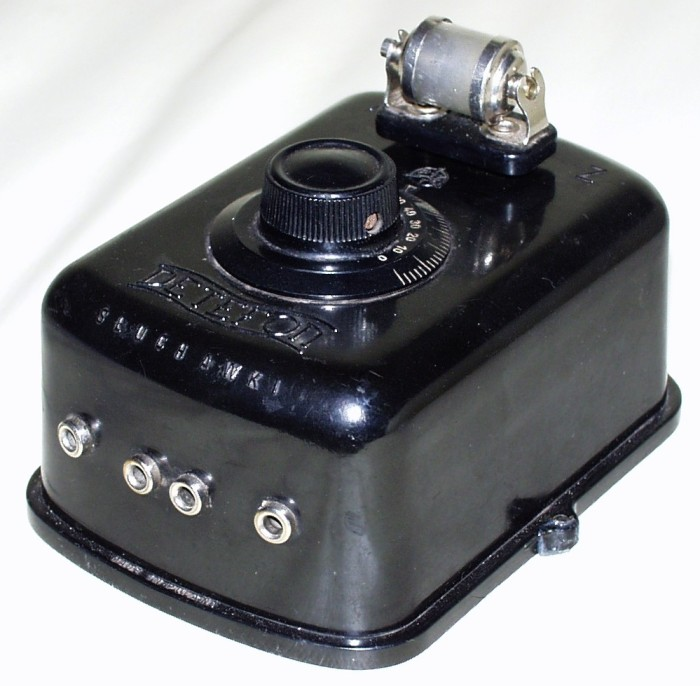
Odbiornik Detefon opracowany w 1929 r.

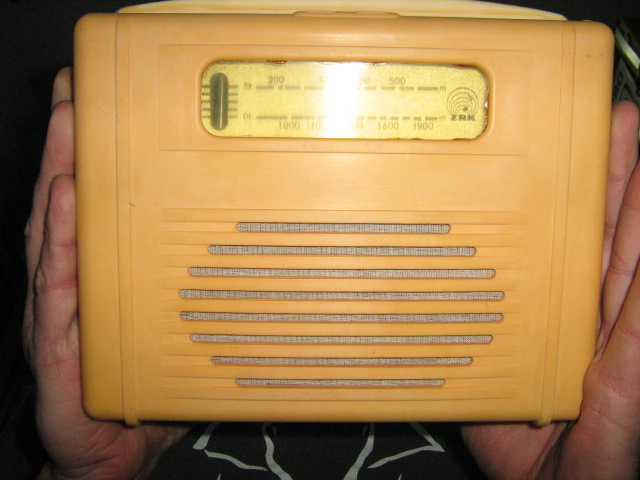
Szarotka – drugi, polski „przenośny” (turystyczny) odbiornik radiowy (pierwszym był odbiornik Turysta) lampowy, produkowany w latach pięćdziesiątych XX w. w Zakładach Radiowych im. Marcina Kasprzaka w Warszawie na licencji austriackiego Siemensa (model Grazietta)

Odbiorniki radiofoniczne rozpoczęto produkować w Polsce w latach 20. XX wieku, równocześnie z powstaniem radiofonii w Europie. Odbiornik radiofoniczny był dla większości mieszkańców Polski pierwszym urządzeniem elektronicznym w domu, a dla wielu był przez kilkadziesiąt lat jedynym urządzeniem elektronicznym.

## Polskie odbiorniki przedwojenne
W Polsce produkcję jako pierwsza rozpoczęła firma PZR (Państwowe Zakłady Tele- i Radiotechniczne) i zaraz potem PTR (Polskie Towarzystwo Radiotechniczne), które jako pierwsze uruchomiło w Polsce publiczną radiostację. Najpopularniejszą i najbardziej znaną firmą produkującą przed wojną odbiorniki w kraju był wileński Elektrit, oprócz tego działało kilku dużych polskich producentów – m.in.:
- Capello w Wełnowcu,
- Kenotron w Warszawie,
- Deblessefon w Katowicach,
- Natawis w Warszawie,
- PWŁ (Państwowa Wytwórnia Łączności) w Warszawie.

i ponad stu mniejszych producentów.
W Warszawie miały swoje siedziby polskie filie firm międzynarodowych: Philipsa, Telefunkena i Marconi. Philips oprócz odbiorników pod własną marką produkował też radia pod marką Kosmos Radio i Korona Radio.
Przykładowe konstrukcje:
- Detefon – kryształkowy – najprostszy odbiornik
- Elektrit Superior – reakcyjny – prosty odbiornik lampowy
- Elektrit Opera – superheterodyna – luksusowy odbiornik lampowy

## Polskie odbiorniki powojenne
Zniszczony i zdezorganizowany podczas II wojny światowej polski przemysł radiotechniczny rozpoczynał swoją historię od nowa w roku 1947. Produkcja odbiorników powojennych odbywała się głównie w trzech fabrykach: Diora, Eltra i ZRK. Wysokiej klasy odbiorniki produkowane były w zakładach Radmor.
Radioodbiornik był do końca lat 70. XX w. produkowany głównie jako samodzielne urządzenie, niekiedy z dodanym, wbudowanym gramofonem. Później występował głównie jako element składowy zestawów elektroakustycznych, zawierających magnetofon i odtwarzacz płyt CD. Wraz z początkiem lat 90. XX w. kolejne przedsiębiorstwa produkujące odbiorniki radiowe ulegały likwidacji lub zmieniały profil produkcji. Swoją działalność na skutek bankructwa zakończyły kolejno: Zakłady Radiowe im. Marcina Kasprzaka, Łódzkie Zakłady Radiowe Fonica oraz Zakłady Radiowe Diora. Zakłady Radiowe Eltra zostały przejęte przez prywatną firmę i rozpoczęły produkcję osprzętu elektroinstalacyjnego. Zakłady Radiowe Radmor skupiły się na produkcji specjalistycznej dla wojska. Jako ostatnie (w 2001 roku) zlikwidowane zostały Zakłady Radiowe Diora i datę tę można uznać za ostateczny koniec masowej produkcji odbiorników radiowych projektowanych w Polsce. Ostatnim odbiornikiem radiowym w ofercie ZR Diora był amplituner AWS 704 Concert oraz tunery radiowe typu AS 502, AS 702 oraz AS 506 będące elementami zestawów wieżowych SSL 500 oraz SSL 700.